# ワシーリー・シュクシン
ワシーリー・マカロヴィッチ・シュクシン（Васи́лий Мака́рович Шукши́н、1929年7月25日 - 1974年10月2日）は、ソビエト連邦の俳優・脚本家・映画監督。アルタイ地方スロストキに生まれ、全ソ国立映画大学で映画を学ぶ。1974年、映画『祖国のために』の撮影期間中、ヴォルガ川の船上で心不全により死亡した。

## フィルモグラフィ
- 『ヨーロッパの解放』 - Освобожде́ние （1969 - 1971年、出演）
- 『湖畔にて』 - У озера （1969年、出演）
- 『バイカルの夜明け』 - Даурия （1971年、出演）
- 『祖国のために』 - Они сражались за Родину （1975年、出演）